# Ivan Mitchell
Ivan Mitchell, kanadski profesionalni hokejist, * 1896, Kanada, † 8. maj 1942, Winnipeg. 
Igral je na položaju vratarja za NHL moštvo Toronto St. Patricks. 

## Kariera
Profesionalno kariero je začel leta 1919 v NHL moštvu Toronto St. Patricks. Predhodno je igral za različne amaterske klube iz Toronta in New Yorka. Leta 1922 se je Mitchell poškodoval na drugi tekmi sezone in zaradi poškodbe izpustil celotno sezono. Kljub temu mu pripisujejo osvojitev Stanleyjevega pokala, ki so ga St. Patricksi osvojili brez njega. 

### Pregled kariere
Odebeljeno - reprezentančni nastopi, glej tudi Statistika pri hokeju na ledu.
| Moštvo               | Liga    | Sezona |    | Redni del | Redni del | Redni del | Redni del | Redni del | Redni del | Redni del | Redni del |    | Končnica | Končnica | Končnica | Končnica | Končnica | Končnica | Končnica | Končnica |
| -------------------- | ------- | ------ | -- | --------- | --------- | --------- | --------- | --------- | --------- | --------- | --------- | -- | -------- | -------- | -------- | -------- | -------- | -------- | -------- | -------- |
| Moštvo               | Liga    | Sezona | OT | PG        | G         | P         | T         | KM        | GT        | OD        | OT        | PG | G        | P        | T        | KM       | GT       | OD       |          |          |
| Toronto Canoe Club   | OHA-Ml. | 13/14  |    | 4         | 21        |           |           |           |           | 5.25      |           |    |          |          |          |          |          |          |          |          |
| Toronto R & AA       | OHA-Ml. | 14/15  |    | 6         | 23        |           |           |           |           | 3.73      |           |    |          |          |          |          |          |          |          |          |
| Toronto R & AA       | OHA-Sr. | 15/16  |    | 4         | 32        |           |           |           |           | 8.00      |           |    |          |          |          |          |          |          |          |          |
|                      |         | 16/17  |    |           |           |           |           |           |           |           |           |    |          |          |          |          |          |          |          |          |
| New York Wanderers   | USAHA   | 17/18  |    |           |           |           |           |           |           |           |           |    |          |          |          |          |          |          |          |          |
| Toronto Veterans     | OHA-Sr. | 18/19  |    | 2         | 22        |           |           |           |           | 11.00     |           |    |          |          |          |          |          |          |          |          |
| Toronto Granites     | OHA-Sr. | 19/20  |    | 1         | 3         |           |           |           |           | 3.00      |           |    |          |          |          |          |          |          |          |          |
| Toronto St. Patricks | NHL     | 19/20  |    | 16        | 60        | 0         | 0         | 0         | 0         | 4.34      |           |    |          |          |          |          |          |          |          |          |
| Toronto St. Patricks | NHL     | 20/21  |    | 4         | 22        | 0         | 0         | 0         | 0         | 5.50      |           |    |          |          |          |          |          |          |          |          |
| Toronto St. Patricks | NHL     | 21/22  |    | 2         | 6         | 0         | 0         | 0         | 0         | 3.00      |           |    |          |          |          |          |          |          |          |          |